# Francis Schaeffer
Francis Schaeffer (30 de janeiro de 1912 - 15 de maio de 1984), foi um teólogo evangélico americano, filósofo conservador e pastor. É frequentemente citado como um dos grandes intelectuais do século XX. 
Tornou-se famoso por seus escritos e pela criação da comunidade L’Abri (do francês, "O Abrigo"), na Suíça. Opondo-se ao modernismo teológico, à chamada neo-ortodoxia, Schaeffer defendia uma fé baseada na tradição protestante e um enfoque pressuposicional na apologética cristã. Alguns teóricos creditam às ideias de Schaeffer o despertamento das Direita cristã nos Estados Unidos.  Edit Schaeffer, esposa de Francis Schaeffer veio a tornar-se também ela uma autora com seu próprio mérito.

## História
Schaeffer cresceu em  Germantown, Pensilvânia.
Nos anos 50, juntamente com sua mulher Edith, fizeram surgir uma comuninade religiosa denominada L'Abri.
Na década de 70, seu filho Frank, convenceu o pai fazer um livro e vários filmes que chamavam-se How Should We Then Live? (Como nós devemos então viver?).
Aos poucos, Francis Schaeffer ganhava notoriedade no meio evangélico, sendo a base intelectual do meio mais conservador nos EUA. Por outro lado, em L'Abri dialogou dialeticamente questões sociais, religiosas e espirituais com mães solteiras, hippies e homossexuais. Sua filosofia atraiu gente de várias tribos. Morreu de câncer.

## Apologética

### Influência de Rushdoony
Na década de 1960, Schaeffer leu com apreço as obras do teólogo reconstrucionista Rousas John Rushdoony e, de acordo com Barry Hankins, "é bastante provável que a crença de Schaeffer de que os Estados Unidos foram fundados sobre uma base cristã, tenha vindo em parte de Rushdoony". Mais tarde, Schaeffer perdeu esse fervor porque Rushdoony era um pós-milenarista (defendendo a doutrina de que o reino de Deus será construído na terra antes da segunda vinda de Jesus), enquanto Schaeffer era um pré-milenarista (defendendo que o reino de Deus só será introduzido com a segunda vinda). Além disso, Schaeffer imaginava que o sistema de Rushdoony exigiria uma fusão entre Igreja e Estado, à qual ele se opôs. Ele sustentava que os princípios, e não os detalhes reais, da lei civil do Antigo Testamento eram aplicáveis sob a Nova Aliança de Jesus. Ele escreveu: "a lei moral [do Antigo Testamento], é claro, é constante, mas a lei civil só funcionava para a teocracia do Antigo Testamento. Não acho que haja qualquer indicação de uma teocracia no Novo Testamento, até que Cristo retorne como rei".

## Legado
Hoje, mais de trinta anos após sua morte, seus ensinamentos continuam na mesma disposição informal, na Francis A. Schaeffer Foundation em Gryon, Suíça. Esta é conduzida por uma de suas filhas e genros como uma alternativa à original L’Abri Fellowship International que ainda funciona próximo a Huemoz-sur-Ollon e outros lugares do mundo. Por outro lado, o filho de Schaeffer, Frank Schaeffer, inicialmente sustentou as ideias e programa político de seu pai, desde então distanciou-se de muitas daquelas opiniões e converteu-se a Igreja Ortodoxa Grega.
O Covenant Theological Seminary fundou o Instituto Francis A. Schaeffer, dirigido por um antigo membro da L’Abri, Jerram Barrs. O propósito da escola é treinar cristãos para demonstrar compassivamente e defender racionalmente o que eles vêem como argumentos em favor de Cristo nas diversas questões da vida.
Schaeffer popularizou, no contexto moderno, uma perspectiva puritana e reformada.

### Ativismo político
Francis Schaeffer é creditado como responsável pelo retorno ao ativismo político entre os protestantes evangélicos e fundamentalistas no final dos anos 1970 e início dos 1980, especialmente na questão do aborto. Schaeffer chamou ao desafio do que ele via como uma crescente influência do humanismo secular.  A visão de Schaeffer foi apresentada em dois trabalhos: seu livro “A Christian Manifesto” (Manifesto Cristão) e uma série de filmes, “Whatever Happened to the Human Race?” (O que houve com a Raça Humana?). Ele também apoia a luta pelos direitos civis e contra o autoritarismo.

### Manifesto Cristão
O Manifesto Cristão, de Schaeffer, foi publicado em 1981. O nome do livro pretende posicionar suas teses como uma resposta cristã ao Manifesto Comunista, de 1848, e aos documentos do Manifesto Humanista, de 1933 e 1973. O diagnóstico de Schaeffer dizia que o declínio da civilização ocidental se deve à sociedade ter se tornado cada vez mais pluralista, resultando em um desvio "para longe de uma cosmovisão que era pelo menos vagamente cristã na memória das pessoas…em direção a algo totalmente diferente". Schaeffer argumenta que há um combate filosófico entre o povo de Deus e os humanistas seculares.
Em um sermão também intitulado “Manifesto Cristão”, Schaeffer define o humanismo secular como a visão de mundo onde “o homem é a medida de todas as coisas”; e, no livro, ele afirma que as críticas da Direita cristã erram o alvo ao confundir a “religião humanista” como humanitarismo, humanidades ou amor pelos humanos. Ele descreve o conflito com o humanismo secular como uma batalha em que "estas duas religiões, Cristianismo e Humanismo, se colocam frente a frente como totalidades".  Ele escreve que o declínio do compromisso com a verdade objetiva que ele percebe nas várias instituições da sociedade é "não por causa de uma conspiração, mas porque a igreja tem esquecido sua responsabilidade de ser sal da cultura". Schaeffer explica:
"Um cristão verdadeiro na Alemanha de Hitler e nos  países ocupados deveria ter desafiado o estado falso e fraudulento e escondido seus vizinhos judeus das tropas da SS germânica. O governo abdicou de sua autoridade e deixou de ter o direito de fazer qualquer exigência."
Da mesma forma, ele sugere táticas similares para combater o aborto. Mas Schaeffer afirma que não está falando de uma teocracia:
"As autoridades devem saber que falamos sério sobre barrar o aborto… Primeiro, devemos deixar claro que não estamos falando de nenhum tipo de teocracia. Permita-me dizer isso com grande ênfase. Witherspoon, Jefferson, os fundadores da americanos, não pensavam em uma teocracia. Isso é deixado claro pela Primeira Emenda, e nós devemos continuamente enfatizar o fato de que não estamos falando de algum tipo, ou qualquer tipo de teocracia."
Gary North e David Chilton, dos "Cristãos Reconstrucionistas", fizeram duras críticas ao Manifesto Cristão e a Schaeffer.
Suas críticas, eles escrevem, foram disparadas pela popularidade do livro de Schaeffer. Eles sugerem que Schaeffer defende o pluralismo porque ele vê a Primeira Emenda como liberdade de religião para todos, enquanto eles próprios rejeitam o pluralismo. Apontando declarações negativas que Schaeffer faz à teocracia, North e Chilton explicam porque eles defendem isso, e estendem sua crítica a Schaeffer:
"O fato permanece que o manifesto do Dr. Schaeffer não oferece uma direção para uma sociedade cristã. Mencionamos isso que meramente para efeitos de clareza, porque não estamos certos que todos tenham notado isso agora. O mesmo se aplica a todos os comentários do Dr. Schaeffer: ele não declara a alternativa cristã."

### Influência na Direita cristã
Líderes da Direita cristã, como Tim LaHaye creditaram a Schaeffer a influência em seus argumentos teológicos conclamando os evangélicos à participação política. Randall Terry, fundador da Operation Rescue (Operação Resgate), também reconheceu a influência de Schaeffer.
A partir de 1990, os críticos começaram a explorar as conexões ideológicas e intelectuais entre o ativismo político de Schaeffer e escritos do início dos anos 80 a tendências político-religiosas contemporâneas da Direita cristã, às vezes agrupadas sob o nome de Dominionismo, com conclusões diversificadas.